# Massa de Planck
Segons la teoria quàntica de la gravitació, la massa de Planck seria una de les unitats fonamentals de la física:
(c {\displaystyle \hbar }/ G)1/2 ≈ 2,1 × 10-8 kilograms
A diferència de les altres unitats de Planck, la massa de Planck és d'una escala més o menys humana, ja que ve a ser el pes d'una puça. La relativitat general prediu que poden existir forats negres més menuts en un horitzó d'esdeveniments de radi inferior a la longitud de Planck, mentre que la mecànica quàntica prediu que la massa probablement estiga fora de l'horitzó d'esdeveniments.